# Mikoláškův mlýn
Mikoláškův mlýn je bývalý vodní mlýn v obci Jestřabí v Krkonoších v okrese Semily. Stojí na potoku Jizerka.

## Historie
Mlýn byl postaven na konci 18. století. V průběhu 19. století procházel stavebními úpravami. V 2. polovině 19. století byla přistavěna na původní, přízemní, roubenou mlýnici několikapatrová bedněná nástavba, napodobující roubení. Roku 1892 byl mlýn dražen, přičemž odhadní cena byla 7 849 Zlatých.
Během druhé světové války se ve mlýně pekl chléb načerno za úplatky v podobě obilí. Rodina Mikoláškova sídlila v mlýně až do konce padesátých let 20. století. Poté se přestěhovala do Lázní Bělohrad. Roku 1958 byla budova prohlášena za kulturní památku, roku 1985 však byl statut kulturní památky odňat přístavku pro řemenici. V roce 2014 byla opravena střecha a krov nad chlévem.

## Popis

### Stavba
Typově se stavba řadí mezi tzv. Krkonošské patrové stavby. Nalezneme zde prvky Jabloneckého lehkého typu štítu. Zajímavým prvkem je pavlač.

### Mlýn
Nejstarší dochovanou věcí v mlýně je válcová stolice, tzv. tuplovka od firmy Jan Prokopec, Praha - Vinohrady. Mlýn pravděpodobně kromě mletí ještě zajišťoval výrobu elektrické energie. Také zde byl pravděpodobně sklářský brus. Mlýnské zařízení je dochované a v dobrém stavu.